# Skogerøya
Skogerøya (sami septentrional: Sállan) és una illa deshabitada del municipi de Sør-Varanger, al comtat noruec de Finnmark. Té una superfície de 129 quilòmetres quadrats i no hi viu ningú. És parcialment boscosa i se situa al sud del fiord de Varanger. El punt més elevat de l'illa és de 445 metres d'altura, la muntanya Skogerøytoppen. L'illa es troba a 10 quilòmetres al nord-oest de la ciutat de Kirkenes. S'utilitza com a àrea de pasturatge d'estiu i tardor de rens.